# Мессершмидт, Даниэль Готлиб
Да́ниэль (Дании́л) Го́тлиб Ме́ссершмидт (нем. Daniel Gottlieb Messerschmidt; 16 сентября 1685, Данциг — 25 марта 1735, Санкт-Петербург) — немецкий медик и ботаник на русской службе, «один из сподвижников Петра I по исследованию России»:152. Руководитель первой научной экспедиции в Сибирь, родоначальник русской археологии, открыл петроглифы.
Мессершмидт был немцем, но отдал России всю свою жизнь и был почти совершенно неизвестен у себя на родине, где не было приложения его силам. <…> Его работы не были закончены и никогда не увидели света в полном виде. Однако они вошли в жизнь — хотя и после смерти — ещё в XVIII в. и не исчезли бесследно. <…> Мессершмидт имел все данные сделаться великим натуралистом. Это был великий неудачник:158.

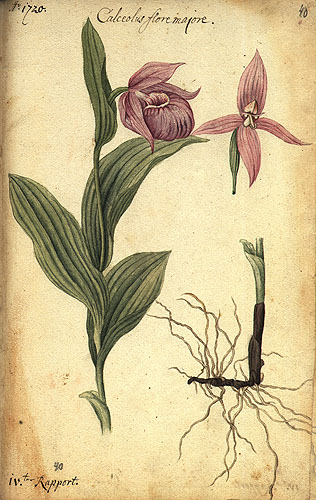
. Ботаническая иллюстрация из Санкт-Петербургского филиала Архива Российской Академии наук (СПбФ АРАН. Ф. 98. Оп. 1. Д. 20. Л. 40); работа Карла Шульмана, работавшего в экспедиции Д. Г. Мессершмидта в 1720 году.

## Молодые годы. Образование. Приглашение и приезд в Россию
Изучал медицину в университетах Йены и Галле (окончил в 1707 году). Защитил в 1716 году диссертацию на тему «О разуме как главенствующем начале всей медицинской науки», получил учёную степень доктора медицины. Затем врачебная практика в городе Данциге, научные занятия в области медицины, зоологии, ботаники, дальнейшее изучение древнегреческого, латыни, древнееврейского. Молодой Мессершмидт служил врачом в Данциге, когда был рекомендован Петру I Иоганном Брейне (нем. Johann Philipp Breyne) (русский царь осматривал его коллекции). По мнению Брейне Мессершмидт и был тот человек, который может отправиться в Сибирь для естественноисторических исследований.
В начале апреля 1718 года Мессершмидт прибыл по приглашению Петра I в Петербург для собирания коллекций и исследования естественных богатств России. В это время Мессершмидт «был молодой, страстно преданный науке человек, далёкий от искательства, от практической жизни, учёный. <…> Мессершмидт действительно обладал энциклопедическим образованием того времени — это был врач и натуралист, талантливый рисовальщик, латинский поэт, филолог, знавший восточные языки и быстро научившийся по-русски»:159—160. В июле того же года он вместе с русским флотом побывал на мысе Гангут и посетил Финляндию.

## Сибирская экспедиция
После часовой беседы Петра I и Мессершмидта 5 ноября 1718 года появился указ Петра I о посылке доктора Мессершмидта в Сибирь «для изыскания всяких раритетов и аптекарских вещей: трав, цветов, корений и семян и прочих статей в лекарственные составы». Этот указ ставил Мессершмидта в непосредственное подчинение Медицинской канцелярии и её архиатера и президента Медицинского факультета Л. Блюментроста, куда он должен был присылать все собранные материалы и откуда должна была производиться в Сибири выплата ему жалования и прогонных денег.
По заключённому с ним контракту Мессершмидт был обязан ехать в Сибирь для занятий её географией, «натуральной историей», медициной, лекарственными растениями, заразными болезнями, памятниками, древностями, описанием народов и «вообще всем достопримечательным». Позднее Медицинской канцелярией Мессершмидту было дано указание описывать животный и минеральный миры, собирать рукописи, изучать археологические памятники и языки Сибири. За это он получал 500 рублей в год; хотя рубль был тогда фактически дороже современного, но всё-таки эта сумма была ничтожно мала по сравнению с тем, что получали другие учёные иноземцы. Но Мессершмидт ехал в Сибирь из любви к науке. Разносторонние обязанности, взятые им на себя, не были результатом легкомысленного отношения к своим силам. Мессершмидт был человек огромной работоспособности — это видно по тому, что ему удалось сделать. Он делал чучела, рисовал птиц и растения, вёл метеорологические наблюдения, определял высоту полюса. Он ездил один, без постоянных помощников:160. В Тобольске Мессершмидт получил от шведских пленных офицеров рукопись Истории тюрков хивинского хана Абулгази, благодаря чему этот важный источник для истории Средней Азии стал впервые известен учёному миру.
28 апреля 1721 года в дневнике Д. Г. Мессершмидта появляется запись об угле «между Комарова и деревней Красная», 9 или 10 августа 1721 года им же открыта «Огнедышащая гора» [Толмачёв,1909, с. 5; Ковтун, 2010, с. 46], и только 11 сентября 1721 года, «доносител[ь] Михайло Волков об[ъ]явил против своего доношения вверх по Томе реке, от Верхотомскова острогу семь верст, красную горелую гору…» [Перевалов, 2003, стр. 316—335]. Последовавшая за этим, возможно, в феврале-апреле 1722 года экспертиза отобранных образцов показала наличие каменного угля: «№ 1: Уголь каменной из Томска доносителя Михайла Волкова» [РГАДА, ф. 271, оп. 1, кн. 620, л. 198], а само доношение «Подано июня в 4 день 1722 года» [РГАДА, ф. 271, оп. 1, кн. 620, л. 193]. Следовательно, Д. Г. Мессершмидт, лейтенант Ээнберг и, вероятно, Ф. И. Страленберг, представляются соавторами первого письменного указания на первое, документально зафиксированное месторождение кузбасского угля «между Комарова и деревней Красная», то есть на Красной горе, образцы с которой позднее получил и представил М. Волков. Сам же Мессершмидт, собственнолично обнаруживший угольное месторождение «Огнедышащую гору» под Кузнецком, является ещё и непосредственным первооткрывателем кузбасского угля.
Он не имел никакой другой инструкции, не было установлено никакого срока его пребывания в Сибири, не имел он и сколько-нибудь чёткого маршрута путешествия. По мнению В. И. Вернадского, с путешествий Мессершмидта «начинается естественнонаучное изучение России, они являются родоначальниками того великого коллективного научного труда, который беспрерывно и преемственно продолжается с 1717 года до наших дней, всё более разрастаясь как по своей силе, так и по ширине захваченных интересов»:158. Выехав из Петербурга в 1719 году, он вернулся из своего путешествия назад в Петербург только через 8 лет.
Мессершмидт хлопотал у сибирских властей, чтобы ему доставляли всякие «к древности принадлежащие вещи, якобы языческие шейтаны (кумиры), великие мамонтовы кости, древние калмыцкие и татарские письма и их праотеческие письмена, такожде каменные и кружечные могильные образы»; кроме того, разыскивал монгольские рукописи, первый занимался сличением языков сибирских инородцев и первый понял историческую важность их сличения.
Путешествие Мессершмидта являлось совершенно исключительным по широте поставленных им задач и по массе привезённого им материала. Но Мессершмидт не мог и не успел обработать собранного. При возвращении в 1727 году в Петербург он не сумел поладить с начальством, с Медицинской коллегией, которой был подчинён. Он вернулся из экспедиции нервный и больной, как он пишет, «претерпевая великие труды и поездки, лишился здравия своего от нетерпимых многократных болотных и протчих вод, сбирал в Сибири старинных мамонтовых костей, всяких каменьев и протч.». Материал Мессершмидта должен был быть доставлен в Кунсткамеру, осмотрен и изучен академиками только что устроенной Академии наук по соглашению с исследователем. По-видимому, на этой почве у Мессершмидта происходили постоянные столкновения — он не доставлял вовремя описей, у него задерживали приходившие ящики, захватывали и пересматривали вещи, удерживали и из его собственных вещей те, которые могли быть полезны для Кунсткамеры, и так далее. А главное, не выдавали жалованья и вознаграждения за поездку:160. Мессершмидт был арестован и обвинён в «расхищении государственной казны», но вскоре был оправдан, занимался обработкой полевых дневников, подготовил рукопись 10-томного «Обозрения Сибири, или Три таблицы простых царств природы», содержавшую сведения по исторической этнографии, географии, экономике, флоре и фауне.
Большая часть материалов и коллекций Мессершмидта погибла во время пожара в здании Кунсткамеры  в 1747 году.

## Возвращение
Мессершмидт бился в Петербурге два года, женившись здесь на местной немке, которую, как он полагал, он видел в одном из видений во время путешествия. Наконец, его отпустили за границу и в 1731 году он уехал в Данциг. Но судьба его преследовала. Корабль потерпел крушение и Мессершмидт вернулся на родину, потеряв имущество и свои записи. Мессершмидт не выдержал долго в Данциге, в мрачной меланхолии он вернулся вновь в Петербург, где, однако, при его независимом характере он не сумел добиться заслуженного к себе отношения. По словам Л. И. Бакмейстера, передававшего, по-видимому, рассказы современников, Мессершмидт был «человек мягкий (фр. du meilleur charactére), но сумрачный (humeur sombre) и малообщительный, который считал унижением добиваться заслуженного вознаграждения». Он умер в нужде в Петербурге, поддерживаемый немногими друзьями (в том числе Ф. Прокоповичем). Часть его библиотеки — очень разнообразные научные книги XVI—XVIII столетий — была куплена Академией наук, часть оказалась в Московском университете. Его дочь осталась жить в России и жила в достатке:160.

## Научные итоги деятельности Мессершмидта
Несомненно, труд Мессершмидта прошёл не бесследно. Хотя о его путешествии своевременно появилось очень немногое, но оставшиеся в рукописи его дневники и привезённые им из Сибири научные коллекции были использованы.
Так, его растения были описаны и использованы — уже после его смерти — в Петербурге Буксбаумом и Амманом, ими пользовался Гмелин. Лишь немногие были описаны им самим в «Мемуарах Парижской академии наук», куда их доставил Пётр Великий в 1720 году.
Его картографические открытия и многочисленные сибирские наблюдения были использованы Страленбергом. Позже Георги и Паллас сделали вытяжки из его открытий и напечатали их через 60—70 лет после его путешествия. Здесь даны, между прочим, определения широт (32 пункта по Нижней Тунгуске), которые были новы не только в эпоху Палласа (1782), но и во времена Миддендорфа (1860) являлись основою карты. Ошибки в его определениях достигают 1—5 градусов — для его времени и средств допустимая ошибка. Мессершмидт первым исследовал Среднесибирское плоскогорье. Проводя съёмку местности, где только было возможно, Мессершмидт установил, что изображения рек Оби, Ангары, Нижней Тунгуски на прежних картах были далеко не точными.
Мессершмидт изучил и описал соляные промыслы Соликамска, Уктусский горный и Лялинский медеплавильный заводы, месторождения угля на Нижней Тунгуске, рудные месторождения района Нерчинска; составил карту Сибири (от Урала до Енисейска) c указанием месторождений полезных ископаемых, горных предприятий и металлургических заводов; собрал коллекции минералов и руд Урала и Забайкалья (149 образцов; часть этих образцов была включена M. B. Ломоносовым в его «Минеральный каталог»).
В Сибири Мессершмидт первым обнаружил и описал вечную мерзлоту.
Дневниками Мессершмидта, хранившимися в рукописях в Академии наук, пользовались все экспедиции в Сибирь, ездившие туда в XVIII и XIX веках. Так, например, в письме Гмелину 1739 года Стеллер пишет, что он потому не даёт в своём сочинении описание анатомии марала, так как знает, что она подробно описана в дневниках Мессершмидта. И сейчас эти дневники имеют не только исторический интерес: Мессершмидт посетил такие места, где после него не была нога учёного. Георги и Паллас напечатали из них небольшие отрывки, но значение этого первого учёного путешественника по России до сих пор недостаточно оценено:161.
В верхнем течении Енисея Мессершмидтом и Ф. Страленбергом были открыты «енисейские надписи», древнейшие письменные памятники тюркоязычных народов.
Кроме того, от Мессершмидта остались словарики с языками населения Сибири, «Sibiria perlustrata» — основной сборник результатов экспедиции.
В работах Мессершмидта содержатся и этнографические наблюдения. В 1722 г. исследователь стал свидетелем поклонения хакасов изваяниям на р. Есь. Сопровождавшие его проводники трижды объехали на своих конях каменную бабу, после чего положили перед почитаемым изваянием жертвенную пищу. По предположению А. А. Формозова, на зарисовках Мессершмидта, иллюстрирующих это событие, изображена статуя бронзового века.
Есть сведения, что в 1736 году некоторые сибирские растения выращивались в академическом Ботаническом саду на 2-й линии Васильевского острова в Петербурге из семян, которые были присланы в своё время Мессершмидтом из экспедиции:185.

## Научные труды
- Forschungsreise durch Sibirien 1720—1727. Tagebuchaufzeichnungen / Hrsg. von E.Winter, G.Uschmann, G.Jarosch. — Berlin, 1962—1968. — Т. 1—4. — (Quellen und Studien zur Geschichte Osteuropas).

## Память
- В 1834 году В. Г. Бессер назвал в честь Мессершмидта один из видов полыни — Artemisia messerschmidtiana Besser.
- Имя значится на фронтоне здания отдела истории Иркутского областного краеведческого музея (бывшее здание Восточно-сибирского отдела Русского географического общества) в числе людей, внёсших весомый вклад в познание сибирской земли.
- В 2014 году в честь Мессершмидта учёные НИИ биологии Иркутского государственного университета назвали новый эндемичный вид байкальского рачка-амфиподы Eulimnogammarus messerschmidtii (Эулимногаммарус Мессершмидта)[24].
- В Ханты-Мансийске установлена скульптура[25]
- 19 октября 2022 года в Хакасском Государственном Университете в Абакане началась научная конференция по случаю 300-летия российской археологии, на которой большое внимание было уделено Мессершмидту как первому российскому археологу.